# Orthopterists’ Society
Orthopterists’ Society – międzynarodowe towarzystwo entomologiczne skupiające naukowców zajmujących się badaniami nad prostoskrzydłymi i pokrewnymi grupami owadów.
Założone zostało w 1976 roku przez grupę około 35 ortopterologów, którzy spotkali się wówczas w argentyńskim San Martín de los Andes, pod nazwą Pan American Acridological Society. W 1977 został napisany status, a w 1978 towarzystwo zostało zatwierdzone przez rząd USA. Obecnie zrzesza 470 członków z 60 krajów z 6 kontynentów.

## Publikacje
Towarzystwo publikuje 2 czasopisma naukowe. Ukazujący się 2-4 razy rocznie newsletter Metaleptea oraz wychodzący 2 razy w roku Journal of Orthoptera Research.
Ponadto wydawane zostały książki, w tym:
- D. Otte, D. Perez-Gelabert: Carribean Cricekts. Brak numerów stron w książce
- D. Otte: Crickets of Hawaii: Origin, systematics and evolution. Brak numerów stron w książce
- Wielotomowa praca D. Otte: Orthroptera Species File. Brak numerów stron w książce
- C.S. Carbonell, M.M. Cigliano, Carlos E. Lange, D. Perez-Gelabert: Acridomorph (Orthoptera) species of Argentina and Uruguay. Brak numerów stron w książce
- P. Naskrecki: Katydids of Costa Rica, Vol. 1. Systematics and bioacoustics of the cone-head katydids. Brak numerów stron w książce
- C.S. Carbonell: The Grasshopper Tribe Phaeopariini (Acridoidea: Romaleidae). Brak numerów stron w książce
- M.P. Pener: Endocrine Research in Orthopteran Insects. 1983. Brak numerów stron w książce